# Baron (Oise)
 Baron  es una población y comuna francesa, en la región de Picardía, departamento de Oise, en el distrito de Senlis y cantón de Nanteuil-le-Haudouin.

## Demografía
| 608 | 597 | 598 | 715 | 741 | 777 |
| Para los censos de 1962 a 1999 la población legal corresponde a la población sin duplicidades (Fuente: INSEE [Consultar]) |     |     |     |     |     |